# Вагонбау
«Вагонбау Дессау» — немецкий футбольный клуб из города Дессау.
В 1945 клуб был основан под названием Blau-Weiß. В 1947 г. был переименован в Sport-Union Dessau, в 1948 г. в SG Dessau-Nord, в 1949 г. в BSG Waggonbau Dessau и в августе того года в BSG Waggonfabrik Dessau. 2 февраля 1950 название клуба было BSG Motor Dessau.
В конце 1952 г. тренер Браун был смещён с поста из-за «недостаточной политической устойчивости». В следующем году клуб был вынужден покинуть Оберлигу и играл впредь в Лиге.

## Достижения
- Обладатель Кубка ОСНП: 1949